# 小行星29552
小行星29552(29552 Chern, 1998 CS2)是一颗以数学家陈省身的名字命名的小行星，在1998年2月15日由国家天文台兴隆观测基地的施密特CCD小行星项目组发现。

## 基本参数
- 名称：29552 Chern (1998 CS2)

## 请参见
- 陈省身